# Fractinus palmorum
Fractinus palmorum — викопний вид ссавців, що існував у палеоцені у Північній Америці. Скам'янілі рештки виду знайдені у штаті Вайомінг, США.